# 66 (число)
66 (шестьдесят шесть) — натуральное число между 65 и 67.

## В математике
- 11-е треугольное число ↓55, ↑78 .
- Существует ровно 66 различных октиамондов — многоугольников, состоящих из 8 правильных треугольников[1] ↓24, ↑160 .

## В науке
- Атомный номер диспрозия

## В других областях
- 66-й день в году — 7 марта (в високосные года — 6 марта).
- 66 год; 66 год до н. э., 1966 год.
- ASCII-код символа «B».
- В игре лото бочонок 66 называется «валенки».
- Является перевёрнутым числом 99.
- 66 — Код субъекта Российской Федерации и Код ГИБДД-ГАИ Свердловской области.
- Айболит-66 — советский музыкальный художественный фильм, снятый в 1966 году по мотивам произведений Корнея Чуковского режиссёром Роланом Быковым.
- ГАЗ-66 — советский и российский грузовой автомобиль.
- Шоссе 66 (U.S. Route 66) — одно из первых шоссе в системе нумерованных автомагистралей США, известное в разговорной речи как «Главная улица Америки» или «Мать Дорог».
- Приказ 66 — секретный приказ особой важности, означающий команду убить джедаев в фильме "Звёздные войны. Эпизод III: Месть ситхов".
- Атомный номер диспрозия.
- Если в радиоприёмнике FM диапазон занимает по широте 20 МГц, (от 88 МГц до 108 МГц) то для максимально полного заполнения диапазона стандартными каналами FM (шириной 300 КГц) необходимо 66,6666666666... каналов.